# Mount Whewell
Mount Whewell ist ein wuchtiger und 2945 m hoher Berg im ostantarktischen Viktorialand. In den Admiralitätsbergen ragt er zwischen den Mündungen des Ironside- und des Honeycomb-Gletschers auf.
Der britische Polarforscher James Clark Ross benannte ihn nach seiner Sichtung am 15. Januar 1841 nach dem britischen Philosophen und Wissenschaftshistoriker William Whewell (1794–1866).